# Новий Кийлуд
Новий Кийлу́д (рос. Новый Кыйлуд) — присілок у складі Увинському районі Удмуртії, Росія.

## Населення
Населення — 67 осіб (2010; 65 в 2002).
Національний склад станом на 2002 рік:
- удмурти — 86 %

## Урбаноніми[3]
- вулиці — Молодіжна